# Ann Vickers
Ann Vickers ist die Verfilmung des gleichnamigen Romans von Sinclair Lewis mit Irene Dunne und Walter Huston unter der Regie von John Cromwell aus dem Jahr 1933. Der Film kam noch vor Inkrafttreten des Production Code in den Verleih und konnte relativ frei die außerehelichen Beziehungen und die daraus resultierenden Schwangerschaften der Heldin darstellen.

## Handlung
Die junge Sozialarbeiterin Ann Vickers wird von einem Offizier verführt, geschwängert und dann sitzen gelassen. Mit ihrer besten Freundin Dr. Malvina Wormser fährt Ann nach Havanna, um dort ihr Kind zu bekommen. Das Baby stirbt kurz nach der Geburt und Ann wird innerlich zu einer verbitterten Frau, die von Männern nichts mehr hält. Sie weist daher auch den Heiratsantrag ihres langjährigen Verehrers Lindsay Atwell zurück, um sich ganz auf ihre Karriere zu konzentrieren.
Ann arbeitet schließlich als Aufseherin in einem Frauengefängnis. Die brutale und niederträchtige Behandlung der weiblichen Gefangenen entsetzt sie. Ihre Beschwerden bleiben jedoch ohne Wirkung. Im Gegenteil, die Verantwortlichen versuchen sogar, Ann durch fingierte Berichte über ihr Privatleben zu erpressen. Frustriert kündigt Ann und schreibt mit ihrem Enthüllungsbuch Ninety Days and Nights in Prison einen Bestseller über die katastrophalen Zustände in den Vollzugsanstalten des Landes. Dank der Unterstützung des einflussreichen Richters Barney Dolphin wird Ann Vickers zur Leiterin eines Gefängnisses gewählt, das ganz neue, humane Methoden der Gefangenenbetreuung umsetzen will. Ann ist sehr erfolgreich im Beruf, aber tief in ihrem Herzen sehnt sie sich nach Romantik und einer Familie. Sie verliebt sich in den unglücklich verheirateten Barney. Erneut wird Ann schwanger, während Barney gleichzeitig wegen der Annahme von Bestechungen aus dem Amt verwiesen wird. Auch Ann ist als unverheiratete Mutter schließlich gezwungen, ihren Posten zu verlassen. Um sich und ihren Sohn zu ernähren, verdient Ann etwas Geld als Autorin von gesellschaftskritischen Zeitungskolumnen. Nach drei Jahren wird Barney wegen guter Führung entlassen. Er ist mittlerweile geschieden und heiratet Ann, die nach eigenen Worten nur zu glücklich ist, endlich nur Hausfrau und Mutter sein zu dürfen.

## Hintergrund
Irene Dunne war seit ihrem Filmdebüt 1930 unaufhaltsam zum populärsten weiblichen Star ihres Studios RKO aufgestiegen, obwohl die meisten ihrer Filme anspruchslose Melodramen und Dreiecksgeschichten waren. Gehaltvolle Rollen spielte sie zumeist für andere Studios, so 1932 in Back Street und ein Jahr später in The Secret of Madame Blanche. Obwohl ihre Filme in der Regel einen hohen Profit einspielten, stand Dunne in der internen Hierarchie deutlich hinter Ann Harding und Katharine Hepburn und bekam bei RKO nur Rollen, die eine oder auch beide der etablierten Stars abgelehnt hatten. Auch hier ging das Engagement erst an die Schauspielerin, nachdem Ann Harding den Stoff abgelehnt hatte. Der Regisseur John Cromwell hatte Dunne bereits durch in ihrem vorherigen Film The Silver Cord geleitet.
In ihren Filmen war Irene Dunne meist als wohlerzogene Dame zu sehen, die auch in der ärgsten Bedrängnis niemals ihre gute Erziehung vergisst. Insoweit bedeutete der Auftritt in der Verfilmung von Sinclair Lewis Roman Ann Vickers eine gewisse Abkehr von ihrem sonst üblichen Image. Selbst für die damaligen Verhältnisse, als vor dem Inkrafttreten des Production Code noch ein gewisser Freiraum für die Darstellung von außer- bzw. vorehelichen Beziehungen zwischen den Geschlechtern vorhanden war, bot der Film etliche moralisch gewagte Wendungen. Die Heldin ist im Verlauf der Handlung gleich zweimal ungewollt und unverheiratet schwanger und macht nebenbei noch erfolgreich Karriere. Ann Vickers wird daher bis kurz vor Schluss als selbständige Frau mit modernen Ansichten über die Vereinbarkeit von Mutterschaft und Berufstätigkeit präsentiert. Dennoch nahm die Zensurbehörde Einfluss auf das endgültige Drehbuch. In einem ersten Entwurf heiratet Ann den Offizier und beginnt während der Ehe ein Verhältnis mit Barney. Dieser, wenn man so will, doppelte Ehebruch erschien dann doch zu gewagt und die Handlung wurde entsprechend angepasst.
Der Film durfte nach Mitte 1934 nicht mehr kommerziell aufgeführt werden, da die Handlung in Widerspruch zu den Vorgaben des Production Code standen.
Das Studio versuchte in seiner Werbekampagne, Ann Vickers als packendes Sozialdrama zu verkaufen, ganz im Stil der aufrüttelnden Filme über gesellschaftliche Missstände, die Warner Brothers produzierte. In ganzseitigen Anzeigenkampagnen wurde den Zuschauern denn auch nichts als die Wahrheit versprochen, auch wenn diese noch so unbequem sein mochte:

„Es sind Zeiten des Wandels. RKO Radio glaubt nicht, dass die Wahrheit unterdrückt werden darf. Die Leinwand wagt aufzuzeigen, was Lewis geschrieben hat. Der Film bekennt sich schuldig, den Glauben der Menschen an bestimmte bequeme Lügen zu zerstören. Er wird die Nation in Brand setzen wie ein reinigendes Feuer. Aber ‚Ann Vickers‘ ist keine Bußpredigt.“

Mit Produktionskosten von 317.476 US-Dollar war es ein durchschnittlich teurer Film.

## Kritiken
Variety spendete Lob für Irene Dunne:

„[Der] Star gibt eine gute Darstellung. Sie ist ehrlich und glaubhaft, wenn man davon absieht, dass es jenseits der Vorstellung liegt, so eine schöne und faszinierende Frau als Aufseherin im Frauengefängnis zu akzeptieren.“

Auch im New Yorker wurden anerkennende Worte für den weiblichen Star gefunden:

„Irene Dunne, als Ann [schafft es] die Dinge am Laufen zu halten durch ihr intelligentes Spiel und der Film ist gute Unterhaltung, wenn auch in keiner Weise provokativ.“